# Río Haina
El río Haina es una de las principales vías fluviales de la República Dominicana, con una longitud aproximada de 86 kilómetros.
Nace en la cordillera Central, en la provincia de San José de Ocoa, y desemboca en el Mar Caribe, cerca del municipio de Bajos de Haina, en la provincia de San Cristóbal. Su cuenca hidrográfica abarca las provincias de San José de Ocoa, Peravia y San Cristóbal, y tiene una gran importancia económica, ya que en su desembocadura se encuentra el Puerto de Haina, uno de los principales puntos de comercio del país. Además, el río es fundamental para el riego agrícola, el abastecimiento de agua y el sostenimiento de ecosistemas locales. A pesar de su relevancia, enfrenta problemas ambientales como la contaminación industrial y la deforestación, lo que ha motivado iniciativas de conservación.
En 1496, según Floyd, "Miguel Díaz y Francisco de Garay, al descender por el río Haina, descubrieron ricos yacimientos de oro en las arenas del río, a unos veinticinco millas de la costa." Bartolomé Colón construyó un fuerte a lo largo de este río, "bien situado dentro de la región aurífera", el cual llamó San Cristóbal.

## Cuenca
El río Haina tiene una longitud de 86km. Nace en Loma El Zumbador, en las Lomas de Maimón, dentro de la Cordillera Central, al noroeste de Villa Altagracia. Su cauce desemboca en el mar Caribe, al este del municipio de Bajos de Haina, aproximadamente a 14 km al oeste del río Ozama.
El río a desempeñado un papel importante en la historia económica y social de la región. Desde tiempos coloniales, sus aguas han sido aprovechadas para el riego de cultivos y el abastecimiento de comunidades cercanas. Con el paso del tiempo, el desarrollo industrial y la expansión urbana transformaron su entorno, convirtiéndolo en una pieza clave para el crecimiento económico del país.
En el siglo XX, la creación del Puerto de Haina consolidó al río como un eje estratégico para el comercio exterior. Este puerto, situado en su desembocadura, facilita la importación y exportación de mercancías, posicionándose como uno de los más activos de la República Dominicana. A lo largo de las décadas, el desarrollo de industrias en las cercanías del río ha generado beneficios económicos, pero también ha contribuido a su degradación ambiental.
Actualmente, el área circundante al río alberga diversas infraestructuras industriales, residenciales y agrícolas. El crecimiento demográfico y la intensificación de las actividades humanas han incrementado la presión sobre los recursos del río. A pesar de los desafíos ambientales, se han implementado políticas de saneamiento y programas de conservación para proteger su ecosistema y asegurar su sostenibilidad a largo plazo.

## Etimología
Granberry y Vescelius sugieren que el nombre "Haina" tiene un origen macorís, un grupo indígena que habitaba partes de la isla de La Española antes de la llegada de los colonizadores europeos. Estos autores comparan el término "Haina" con la expresión "ha-ina" en el idioma warao, hablado por los pueblos indígenas del delta del Orinoco en Venezuela, donde dicha expresión se traduce como "muchas redes". Esta interpretación podría estar relacionada con la abundancia de peces y la práctica de la pesca en el río, lo que habría llevado a los habitantes originarios a nombrarlo de acuerdo con una actividad fundamental para su subsistencia.
El vínculo lingüístico entre el macorís y el warao, aunque no está completamente confirmado, sugiere posibles conexiones culturales o comerciales entre las comunidades indígenas del Caribe y las de la región continental de América del Sur. El nombre "Haina" podría reflejar la importancia del río como fuente de alimento y como espacio estratégico para la pesca y otras actividades acuáticas esenciales para las poblaciones precolombinas.